# عبيدة الكاظمي
عبيدة الكاظمي (1943-2019) هي ناشطة نسوية فلسطينية، كانت عضواً في المجلس الوطني الفلسطيني، في لجنة إقليم الكويت لحركة فتح وعضو في اتحاد المرأة الفلسطينية.

## سيرتها
ولدت عبيدة نمر عبد القادر الكاظمي في القدس بتاريخ 21 حزيران 1943، نالت درجة البكالوريس في الحقوق من جامعة دمشق. التحقت في سن مبكرة في حركة القوميين العرب، كما شاركت مع مجموعة لتشكيل أول خلية عسكرية لحركة فتح في القدس عام 1967 بتوجيهات من ياسر عرفات.
كانت من المخططين والمنفذين لمحاولة تفجير سينما صهيون في القدس الغربية، تم اعتقالها ثم غادرت للأردن. بقيت فترة في عمان قبل انتقالها للعيش في الكويت وأنشأت حملة "حقائب الذهب" والتي تهدف لجمع الأموال من الفلسطينيون والكويتيون للمقاومة في الجنوب اللبناني، كما ساهمت في تجنيد الأموال للمقاومة الفلسطينية من دول الخليج خاصة من الفلسطينين المقيمين فيها.
غادرت الكويت عام 1990 واستقرت في عمان، واختيرت عضواً في الهيئة الإدارية لمركز التراث الفلسطيني. توفيت في 3 فبراير 2019.